# Brevis historia monasterii Rivipullensis
La Brevis historia monasterii Rivipullensis es una crónica que narra la historia del monasterio de Santa Maria de Ripoll y que fue redactada en 1147; el arzobispo e historiador occitano Pierre de Marca la estudió y la denominó de este modo. La historia comprende desde la fundación del monasterio de Santa María de Ripoll por Wifredo el Velloso en el año 888 hasta el año 1147, momento de la redacción de la crónica. Es la crónica que más recula en el tiempo de las que se conservan de la antigua Gòtia. La autoría se atribuye a un monje de Ripoll, que la redactó basándose en la documentación conservada en los archivos del monasterio. Es el primer texto con fecha segura que atribuye al conde Wifredo el apodo de el Velloso. Sirvió de base al primer redactor de la Gesta comitum Barchinonensium, redactada también en el monasterio de Ripoll y compilada unos años más tarde.